# Kontorhaus und Hafenspeicher Auf der Muggenburg
Kontorhaus und Hafenspeicher Auf der Muggenburg der Weinhandelsfirma Reidemeister & Ulrichs in Bremen, Stadtteil Walle, Ortsteil Überseestadt, Auf der Muggenburg 7 am Europahafen, entstanden 1951 (Anbau 1962) nach Plänen von Wilhelm Wortmann und Erik Schott, während des Wiederaufbaus der Bremer Häfen. 
Der Industriebau steht unter Bremer Denkmalschutz. In der Nähe steht der Weser-Tower.

## Geschichte
Das Importhandelshaus für Wein und Spirituosen Reidemeister & Ulrichs wurde 1831 gegründet. Die ersten Firmensitze standen in der Sögestraße Nr. 25. und dann an der Pelzerstraße/Ecke Sögestraße. 1897 erwarb und sanierte die Firma das Essighaus, Langenstraße. 
Ein früheres Speichergebäude stand seit 1899 in Bremen-Mitte, Auf der Brake (heute steht dort der Komplex Siemenshochhaus). Im Zweiten Weltkrieg wurden die Firmengebäude zerstört. 1946 konnte das  Essighaus als Notbau wieder genutzt werden. Die Firma verkaufte das Grundstück Auf der Brake an die Stadt. 
1951 bezog die Firma einen neuen Zweckbau mit Büros an der Straße Auf der Muggenburg am Bremer Europahafen.
Die Herstellung von Qualitätsweinen hat sich danach gewandelt. Die Lagerung, Veredelung und Abfüllung der Weine findet  seit den 1980er Jahren vermehrt bei den Erzeugern statt und der Weinspeicher hat seine Bestimmung verloren; nur der Weinvertrieb blieb. Reidemeister & Ulrichs ist seit 2004 Teil der Bremer Weinhandelsfirma Eggers & Franke; der Firmensitz Auf der Muggenburg wurde aufgegeben.

## Das Gebäude

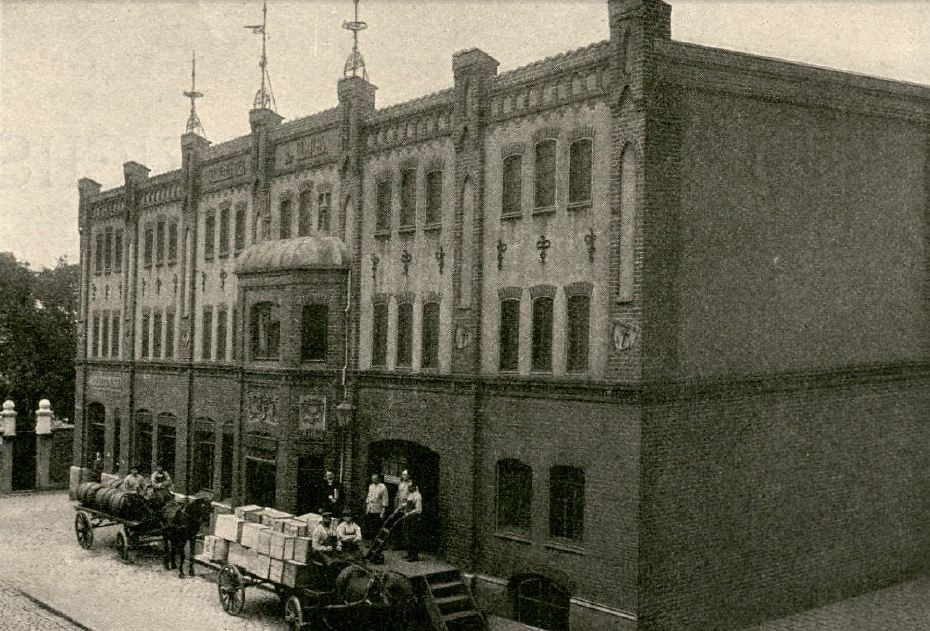
Speichergebäude Auf der Brake

Das fünfgeschossige, rechteckige Gebäude von 1951 mit 1700 m² Nutzfläche nach einem Entwurf von  Wortmann und Schott (Bremen) steht mit einer Stirnseite zur Straße Auf der Muggenburg und wird beidseitig von zwei zurückversetzten Treppentürmen eingefasst. Das Gebäude hat in zwei Tiefgeschossen große Kelleranlagen.  Hier fand die Steuerung und Überwachung der Gärung, der Ausbau des Weines in Küfen und Fässern und dessen Abfüllung statt. In den ersten vier oberen Geschossen waren die  Lagerböden für die Flaschenlagerung. Im obersten Geschoss mit umlaufend Fenstern waren die Büroräume der Geschäftsführung und der Verwaltung. Zwei kleine Lichthöfe befinden sich in dem großen Gebäudes. 
1954 erfolgte der Anbau einer Brennerei und eines Kesselhauses, 1955 kam die Rampe an der Westfassade und 1957 eine Aufzuganlage. 1962 folgte der Anbau des nicht unterkellerten Versandgebäudes an der Ostfassade nach Plänen von Schott; gestalterisch ähnlich wie das Hauptgebäude (1966 Aufstockung).
Das Landesamt für Denkmalpflege Bremen befand: „In der Gesamtschau ist das Firmengebäude von Firma Reidemeister & Ulrichs ein gelungener Industriebau seiner Zeit: die feste Gliederung durch das frei sichtbare Stahlbetonskelett ist das übergeordnete Prinzip. Entsprechend der Funktion und deutlich ablesbar gibt es geschlossene Felder mit Fensterstreifen unter den Deckenrahmen und offene "Fenster-Felder" mit niedriger Brüstung; die zur Straße hin vollständig in Glas und Konstruktion aufgelösten Treppenhäuser geben dem Bau einen besonderen Reiz.“